# Turistická značená trasa 7535
 Turistická značená trasa 7535 je 6,5 km dlouhá žlutě značená trasa Klubu českých turistů v Hornosvratecké vrchovině a v okresech Brno-venkov a Žďár nad Sázavou spojující Nedvědici s hradem Pernštejn a Věžnou. Trasa vede převážně západním směrem a po celé délce územím přírodního parku Svratecká hornatina.

## Průběh trasy
Turistická trasa má svůj počátek v centru Nedvědice na rozcestí se zde průchozí červeně značenou trasou 0501 z Víru do Tišnova, modře značenou trasou 2006 z Bystřice nad Pernštejnem, na kterou zde přímo navazuje stejně značená trasa 2069 do Doubravníku a zde průchozí zeleně značenou trasou 4536 z Hlubokého u Kunštátu do Lomnice. S ní vede trasa 7535 v souběhu kolem nádraží na západní okraj městyse, dále pokračuje již samostatně západním směrem přes osadu Pernštejn na stejnojmenný hrad resp. jeho dolní nádvoří. Z něj poté stoupá po lesních pěšinách na vyhlídku Mariino loubí a dále loukami na jižní okraj Smrčku. Střídavě po lučních a lesních cestách odtud trasa pokračuje stále přibližně západním směrem do Věžné, v jejímž centru končí. Přímo zde na ní navazuje stejně značená trasa 7639 do Olešínek, výchozí je zde modře značená trasa 2042 rovněž tam, ale jižnější trasou.

## Historie
Před vyznačením trasy 7639 pokračovala trasa 7535 na vlakovou zastávku ve Věžné po trase dnešní 2042, kde končila. Trasa 2042 zde v té době měla svůj počátek.

## Turistické zajímavosti na trase
- Kostel svaté Kunhuty v Nedvědici
- Systém naučných stezek Pernštejn
- Lípa Svobody v Nedvědici
- Pernštejnský tis
- Hrad Pernštejn
- Vyhlídka Mariino loubí
- Kostel svatého Martina ve Věžné